# Melitón Hernández
Edgar Melitón Hernández Cabrera (Poza Rica, Veracruz, México; 15 de octubre de 1982),  es un futbolista mexicano. Jugó como portero para el Atlético Veracruz de la Liga de Balompié Mexicano.

## Trayectoria
Melitón Hernández, se destacó en su infancia como guardameta en la Ciudad de Poza Rica, Veracruz, con el Club Doberman´s, siendo este el mejor equipo de la ciudad por varios años en las categorías infantiles; como futbolista profesional se inició en la tercera división profesional en el municipio de Tlapacoyan, Veracruz, participando en el equipo Huracán de Tlapacoyan, posteriormente fue recibido por las fuerzas básicas del Club de Fútbol Pachuca.
Pachuca
Su participación en el primer equipo se limitaba a ser segundo portero, ya que en ese entonces el titular era Miguel Calero. Su debut con el Pachuca en Primera División se da el 26 de octubre de 2003, en un partido del Torneo Apertura 2003 contra el Santos Laguna en el que Calero tiene que salir de cambio al minuto 21. Hasta el Clausura 2005 logra disputar sólo 5 partidos con el Club Pachuca, de los cuales cuatro son de titular.
Para el Torneo Apertura 2005 toma el lugar de primer Delantero matador, por lo cual es relegado a tener participación en el entonces filial del Pachuca; los Indios de Cd. Juárez, equipo en el que fue titular todo el torneo. Sin embargo, los consecuentes dos campeonatos su actividad fue nula, tanto con el filial como el primer equipo. Hasta el Clausura 2007 es cuando logra disputar nuevamente un partido, en la jornada 12 contra el Atlas
Toluca
En el Apertura 2007 llega en cesión al Deportivo Toluca, equipo en el que prácticamente no juega un solo partido, relegándolo a disputar la mayoría de los encuentros del equipo filial, el Atlético Mexiquense y ocasionalmente saliendo a la banca como guardameta suplente, ya que el Toluca tenía en ese momento a Hernán Cristante como portero titular.
Coatzacoalcos
Tras un año con el equipo mexiquense es prestado al Coatzacoalcos de la Primera 'A'.
A los Tiburones Rojos de Coatzacoalcos llega para ocupar el puesto de portero titular, por lo cual disputa los 18 partidos en el Apertura 2008, su primer torneo con el equipo coatzacoalquense. 
Albinegros de Orizaba
Al siguiente torneo la franquicia cambia de nombre y sede asies por lo que pasa a convertirse en el equipo de los Albinegros de Orizaba. Sin embargo, Hernández al igual que la mayoría del plantel continúa en el equipo. En el Club de Orizaba es cuando finalmente logra una consolidación y una regularidad, jugando cinco temporadas todas como titular, perdiéndose unos pocos partidos por razones diversas pero siempre siendo considerado el titular del arco de los Albinegros, llegando en el Apertura 2010 hasta la ronda semifinal. Finalmente en el 2011 el Club vuelve a cambiar de nombre y sede, pasa a convertirse en los Tiburones Rojos de Veracruz, terminando la directiva con toda relación laboral con el plantel, incluyendo a Melitón.
León
Para el Torneo Apertura 2011 llega al Club León a préstamo. En las primeras fechas del Torneo es el portero suplente, ya que la primera opción desde el torneo anterior en el marco Leonés era Alfonso Blanco. Tiempo después, con el paso de las jornadas logra hacerse del puesto titular del equipo verdiblanco. El siguiente Torneo, se consolida como el titular inamovible del León, disputando todos los partidos hasta conseguir el Ascenso a Primera División, teniendo una participación destacada en la Final de Ascenso contra los Correcaminos de la UAT.; tras disputar la primera mitad del torneo en primera división, es relegado a la banca y deja su lugar a Christian Martínez y continua igual el siguiente torneo, donde también pierde el puesto titular Christian y se lo deja al debutante William Yarbrough. El director técnico Gustavo Matosas no lo considera seguir en el equipo, por lo cual Edgar Melitón Hernández sale del cuadro esmeralda.
Veracruz
Fue portero titular de los Tiburones Rojos de Veracruz, donde empezó como suplente pero aprovechó la oportunidad para quedarse con el puesto titular del equipo escualo.

## Selección nacional
El 29 de marzo de 2015 Tras tener un buen torneo con los Tiburones Rojos de Veracruz, prácticamente salvándolos del Descenso Melitón recibe un llamado a la Selección Nacional, por parte de Miguel Herrera para suplir el lugar de Guillermo Ochoa Magaña, para el partido amistoso que tendrán ante los seleccionados de Paraguay.
Melitón debutó el 31 de marzo de 2015 con la selección mayor jugando los 90 minutos del partido, el cual acabó 1-0 a favor de México.
El 11 de abril de 2015, quedó en la lista preliminar de 28 jugadores en la Selección de Miguel Herrera para la Copa América 2015 celebrada en Chile, quedó en la lista final de 23 jugadores pero fue relevado como tercer portero.

### Estadísticas
| Club               | País   | PJ | Periodo         |
| ------------------ | ------ | -- | --------------- |
| Selección Mexicana | México | 2  | 2015 - Presente |

### Participaciones en Copa América
| Copa              | Sede  | Resultado    |
| ----------------- | ----- | ------------ |
| Copa América 2015 | Chile | Primera Fase |

## Clubes
| Club                        | País   | Año         |
| --------------------------- | ------ | ----------- |
| Club de Fútbol Pachuca      | México | 2003 - 2007 |
| Deportivo Toluca            | México | 2007 - 2008 |
| Chiapas FC                  | México | 2008        |
| Puebla FC                   | México | 2009 - 2011 |
| Club León                   | México | 2011 - 2013 |
| Tiburones Rojos de Veracruz | México | 2014 - 2020 |
| Atlético Veracruz           | México | 2020 - 2021 |

## Palmarés

### Campeonatos nacionales
| Título     | Club     | País   | Edición       |
| ---------- | -------- | ------ | ------------- |
| Liga MX    | Pachuca  | México | Apertura 2003 |
| Liga MX    | Pachuca  | México | Clausura 2006 |
| Liga MX    | Pachuca  | México | Clausura 2007 |
| Ascenso MX | León     | México | Clausura 2012 |
| Ascenso MX | León     | México | Ascenso 2012  |
| Copa MX    | Veracruz | México | Clausura 2016 |

### Campeonatos internacionales
| Título                  | Club México | País   | Año  |
| ----------------------- | ----------- | ------ | ---- |
| Copa Sudamericana       | Pachuca     | Chile  | 2006 |
| Copa Campeones CONCACAF | Pachuca     | México | 2007 |